# Friedrich Mosengeil

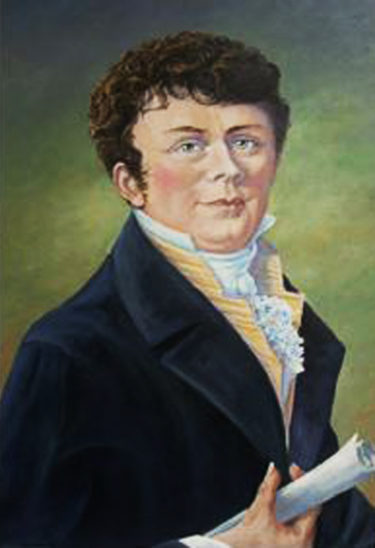
Friedrich Mosengeil

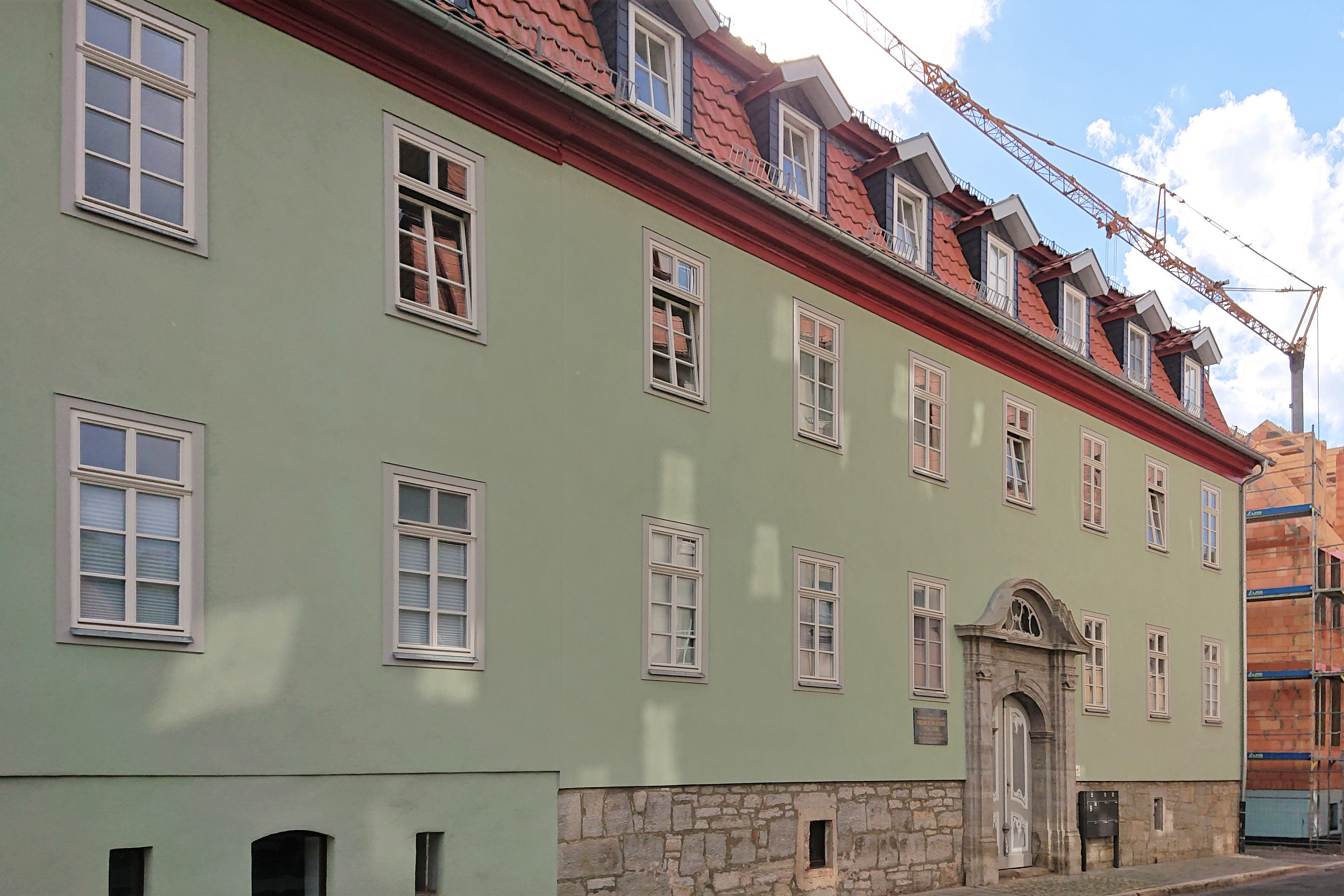
Sein Wohnhaus in Meiningen

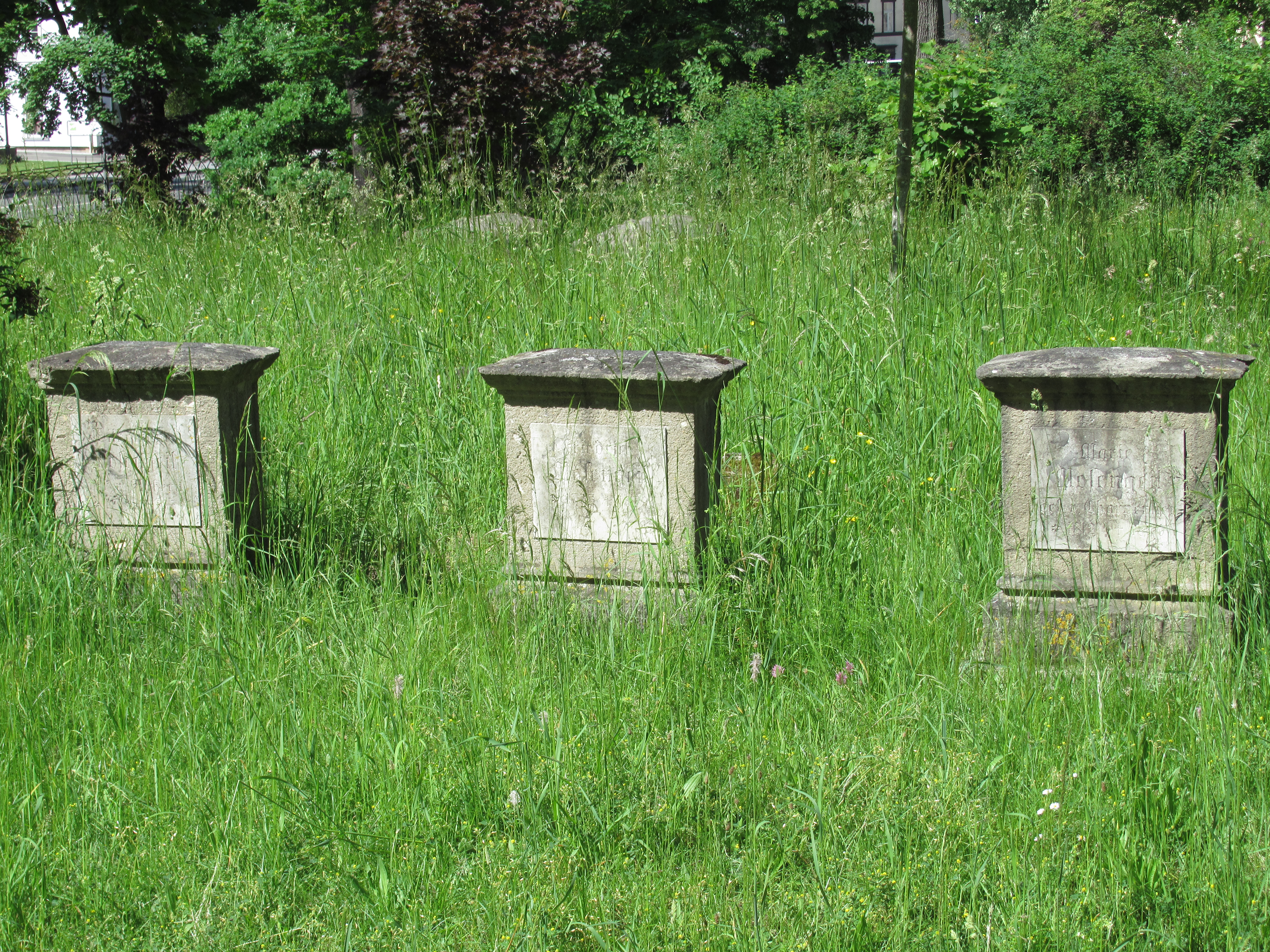
Grab im Englischen Garten (mittlerer Grabstein)

Carl Friedrich August Mosengeil (* 26. März 1773 in Schönau/Hörsel; † 2. Juni 1839 in Meiningen) war ein deutscher Stenograf, der als einer der Erfinder der deutschen Kurzschrift gilt. Mosengeil veröffentlichte erstmals 1796 sein System auf der Grundlage der französischen Anpassung des englischen Stenografiesystems Taylor durch Bertin. In seiner zweiten Schrift von 1819 nahm Mosengeil zur besseren Wiederlesbarkeit Veränderungen vor und verwendete nun die Zeichen Horstigs.

## Leben

### Ausbildung und Wirken
Friedrich Mosengeil studierte 1791 in Jena Theologie und wurde von seinem Studienfreund, dem später berühmt gewordenen Forstwissenschaftler Heinrich Cotta, als Lehrer für deutsche Sprache und Mathematik an dessen neu gegründete Forstschule in Zillbach berufen, wo er bis 1798 wirkte. Danach ging er nach Frauenbreitungen, wo sein Vater Pfarrer war und den er in dessen Dienst unterstützte. 1804 erhielt er den Titel eines Konsistorialassessors und als solcher war er Erzieher des Erbprinzen Bernhard von Sachsen-Meiningen mit Wohnrecht im herzoglichen Schloss. Er begleitete den Prinzen auf Reisen und folgte ihm auch bei dessen Studium an den Universitäten Jena und Heidelberg. 1816 erhielt er den Titel Konsistorialrat, 1821 wurde er wirkliches Mitglied des herzoglichen Konsistoriums in Meiningen und wurde später auch Oberkonsistorialrat.

### Dichtertum
Mosengeil betätigte sich auch als Dichter, unter anderem steuerte er Beiträge für Christoph Martin Wielands Der teutsche Merkur bei. Als Werbeschrift erschien 1815 sein schwärmerischer Führer des herzoglich meiningischen Kurortes Bad Liebenstein. Er war mit Johann Ernst Wagner befreundet.
Von Friedrich Mosengeil stammt auch ein Gedicht zur „declamatorischen Begleitung“ von Beethovens Bühnenmusik op. 84 zu Goethes Trauerspiel Egmont. Das Gedicht entstand 1821 mit dem Ziel, der Verbreitung von Beethovens Musik zu dienen, sollte „Erinnerungen an die Hauptscenen des Schauspiels“ wecken und an Orten „willkommen seyn, wo kein Theater besteht oder doch Goethe’s Egmont mit Beethovens Musik nicht gegeben wird.“ (Allgemeine musikalische Zeitung, 1821)

### Bekanntschaften
Um 1791 machte er die Bekanntschaft mit Christian Truchseß von Wetzhausen. Über den Aufenthalt in der Bettenburg berichtet er in seiner Veröffentlichung Briefe über den Dichter Ernst Wagner.
Mit Johann Wolfgang von Goethe war er ab ca. 1819 auch persönlich bekannt, traf ihn einige Male und korrespondierte mit ihm.
Mosengeil traf 1827/1828 mit Friedrich von Matthisson zusammen.
Anfang 1835 wurde er auf Empfehlung von Johannes Schulze nach Berlin geschickt um Moritz Seebeck als möglichen Gymnasialdirektor für Meiningen und als Prinzenerzieher persönlich in Augenschein zu nehmen. Dieses Aufeinandertreffen wurde mit einem positiven Gutachten von Mosengeil gewertet, sodass Seebeck nach Meiningen wechseln konnte.

### Familie
Sein Sohn war Julius Mosengeil.

## Werke (Auswahl)
- Stenographie, die Kunst, mit der höchstmöglichsten Geschwindigkeit und Kürze in einfachen, von allen andern Schriftzügen völlig verschiedenste Zeichen zu schreiben, Eisenach 1796 (Digitalisat des Nachdrucks von 1903)
- Lehrbuch der teutschen Stenographie, Schmid, Jena 1819 (Digitalisat im MDZ)
- Die Wiederkehr. Schauspiel in zwey Aufzügen. Fortsetzung des Kotzebue’schen Schauspiels Menschenhass und Reue. Hanisch’s Erben, Meiningen 1809 (Digitalisat bei Google Books)[6]
- Das Bad Liebenstein und seine Umgebungen. Ettinger’sche Buchhandlung, Gotha 1815 (archive.org).
- Rosaliens Briefe an Serena, geschrieben auf einer Reise nach Cöln im November 1816. Hartmann, Meiningen 1817 (Digitalisat im MDZ)
- Gottgeweihte Morgen- und Abendstunden, in ländlicher Einsamkeit gefeiert, Kesselring, Hildburghausen 1821
- Als Herausgeber: Briefe über den Dichter Ernst Wagner, Varnhagen, Schmalkalden 1826 (Digitalisat im MDZ)
- Liebenstein und die neuen Arkadier. Naturgemälde und Erzählung (mit 7 Ansichten). Wilmanns, Frankfurt/Main 1826.
- Ernst Wagner’s sämmtliche Schriften, 6. Band, Fleischer, Leipzig 1827
- Ernst Wagner’s sämmtliche Schriften, 9. Band, Fleischer, Leipzig 1828
- Drei Freunde auf Reisen. Erzählungen und kleine Schriften heitrer Mußestunden, 3. Bände, Fleischer, Leipzig 1828 (Digitalisat Band 2 und Band 3 bei Google Books)
- Declamatorische Begleitung zu Beethovens Musik zum Egmont (Gedicht). Druck der K. Hofbuchdruckerei von J. Rösl, 1830 (Digitalisat bei Google Books)

## Trivia

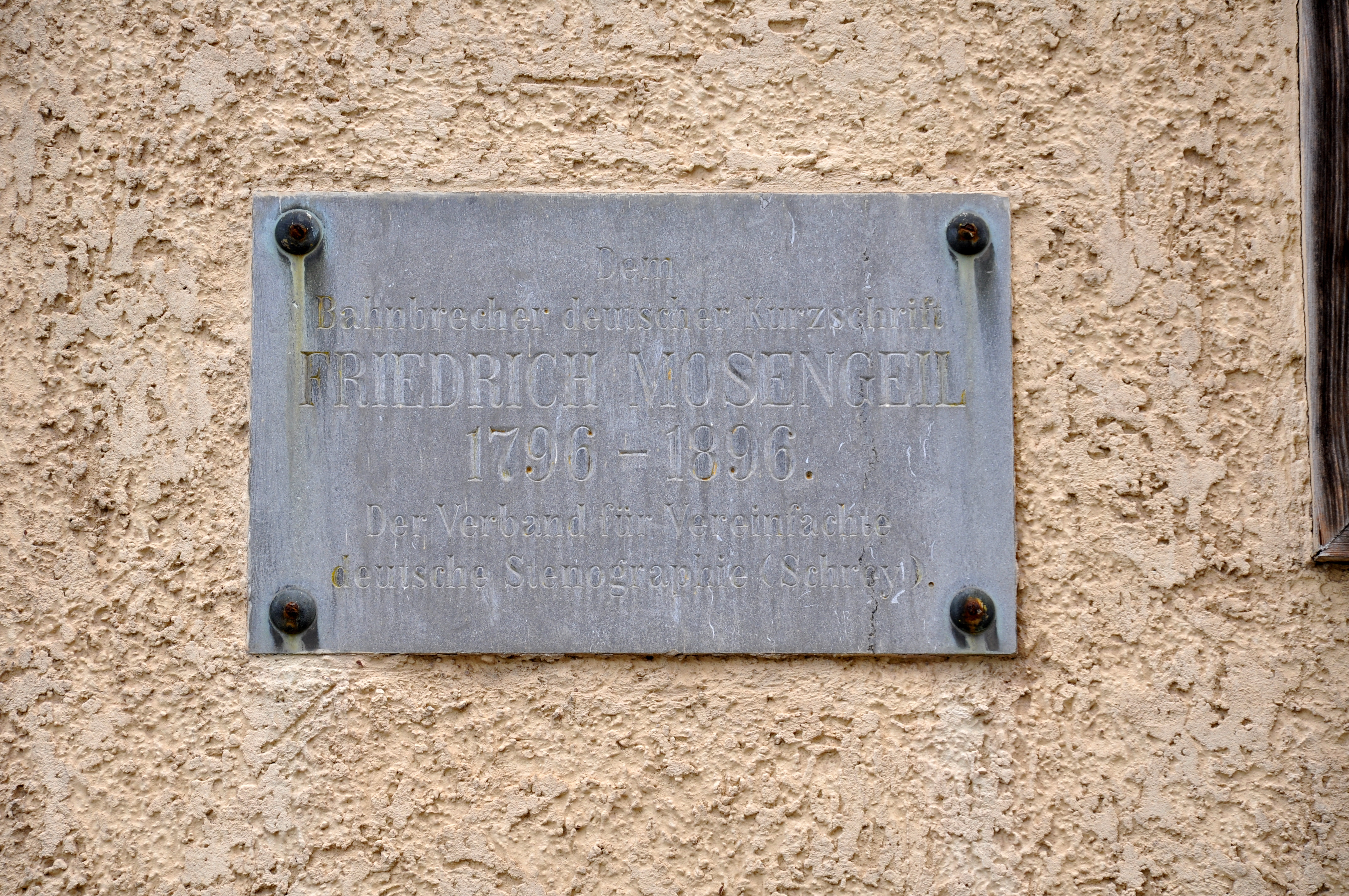
Gedenktafel am Wohnhaus Mosengeils, Burggasse 9, Meiningen

Mosengeil ist eine 1896 angebrachte Granitplatte am heutigen Pfarrhaus in Schönau a.d.H. gewidmet. Sie trägt die Aufschrift: „1796–1896. Dem Bahnbrecher deutscher Kurzschrift Friedrich Mosengeil, geboren zu Schönau am 26. März 1773. Der Verband für Vereinfachte Stenographie (Schrey) am 28. Juni 1896.“
In Breitungen verbindet seit 1998 der 14 km Wagner-Mosengeil-Gedenkweg das Pfarrhaus Roßdorf mit dem Pfarrhaus Frauenbreitungen, einem Dienstort seines Vaters.
In Jena wohnte Mosengeil in der Paradiesgasse/Grietgasse (ursprüngliches Gebäude um 1900 abgerissen) und im Heinrichsberg. Eine Gedenktafel an ihn ist am Haus Johannisplatz 25 angebracht.